# 王裁
王裁（3世紀—？），字士初，琅邪临沂人，王览的长子，王基、王会、王正、王彦、王琛的长兄，王导、王颍、王敞的父亲。王裁官至晋朝抚军长史、镇军司马、侍御史。